# Raïon de Mykolaïv
Le raïon de Mykolaïv (en ukrainien : Миколаївський район) est un raïon (district) dans l'oblast de Mykolaïv en Ukraine.

## Historique
Il résulte de la recréation en janvier 1963 de l'abolition du raïon de Varvarivka. Le 18 juillet 2020, avec la réforme administrative de l'Ukraine, le nombre de raïons de  l'Oblast furent réduits à quatre ce qui induit un agrandissement du raïon

### Structure
Le raïon  se compose de dix neuf collectivités territoriales. 
Collectivités urbaines :
- communauté urbaine de Mykolaïv, ville de Mykolaïv.
- communauté urbaine de Novoodesk, ville de Nouvelle Odessa.
- communauté urbaine de Otchakiv, ville de Otchakiv.

Collectivité villageoise :
- collectivité villageoise de Berezanskaya, village de Berezanka.
- collectivité villageoise de Voreskerenskaia, village de Voskerenskoïe
- collectivité villageoise de Olchanskaya, village de Olenskoye
- collectivité villageoise de Pervomayskaïa, village de Pervomaskoye.

Communautés rurales :
- Communauté rurale de Vesnyanskaïa,
- Communauté rurale de Galitsynovsky,
- Communauté rurale de Kobloskaya,
- Communauté rurale de Konstantinoskaïa,
- Communauté rurale de Kutsurub,
- Communauté rurale de Meshko-Pogorelovo.
- Communauté rurale de Nechaïankaïa,
- Communauté rurale de Radsadovskaïa,
- Communauté rurale de Stepovkaïa,
- Communauté rurale de Sukhoyelanets,
- Communauté rurale de CHernomorskaïa,
- Communauté rurale de Chevchenko.

## Lieux d'intérêt

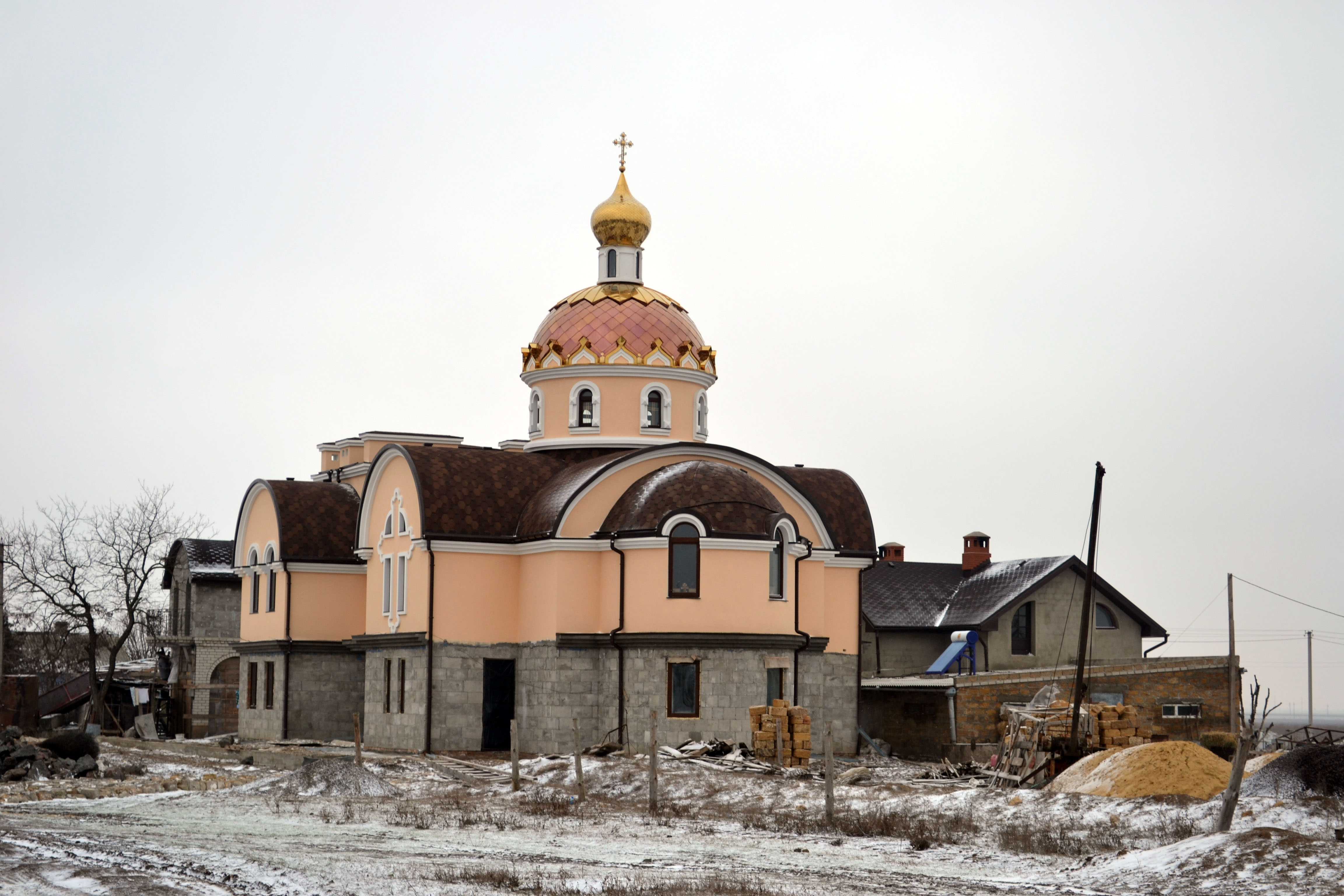
Eglise des sts Hélène et Constantin, classée[2],
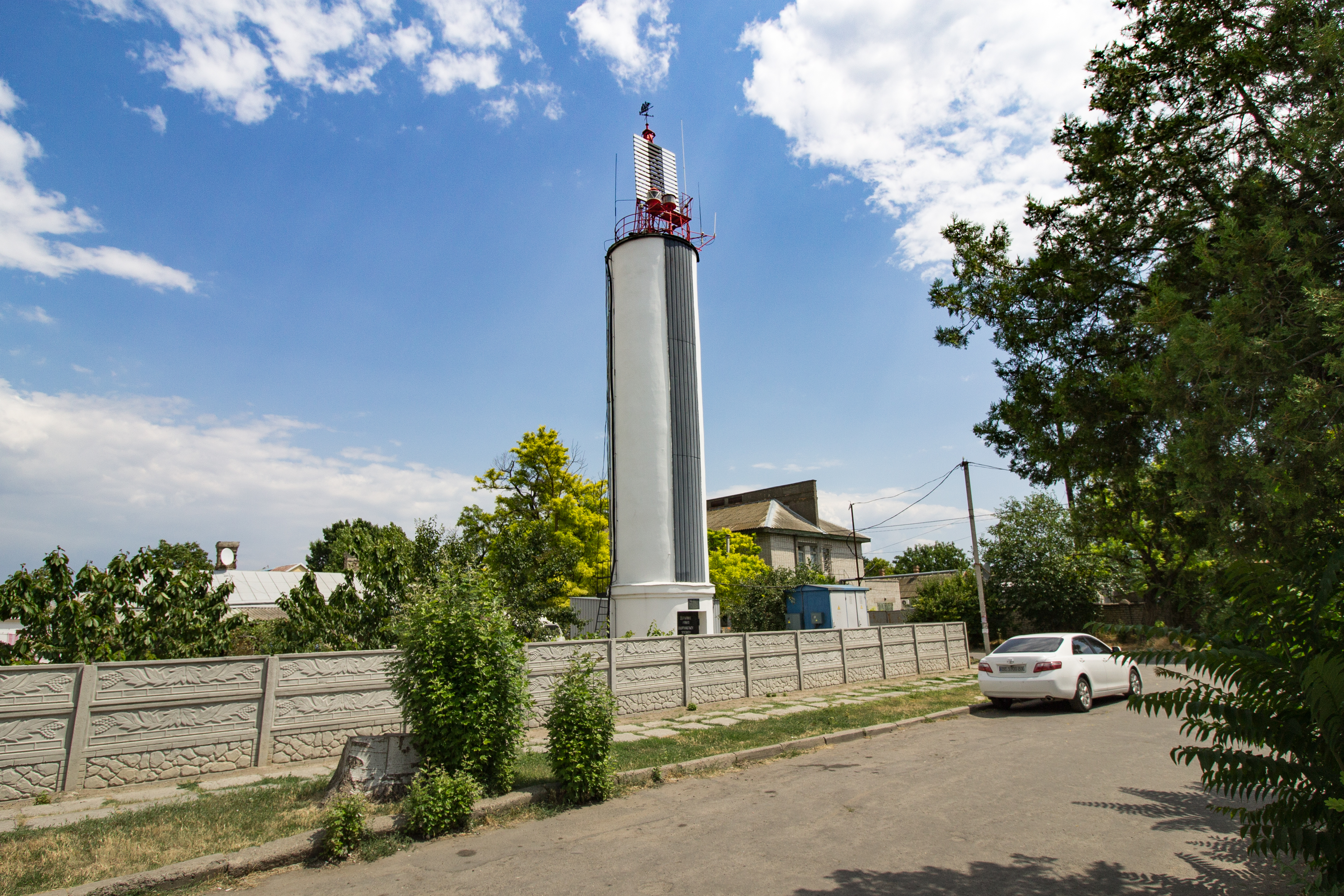
le phare noir, classé[3] à Otchakiv,
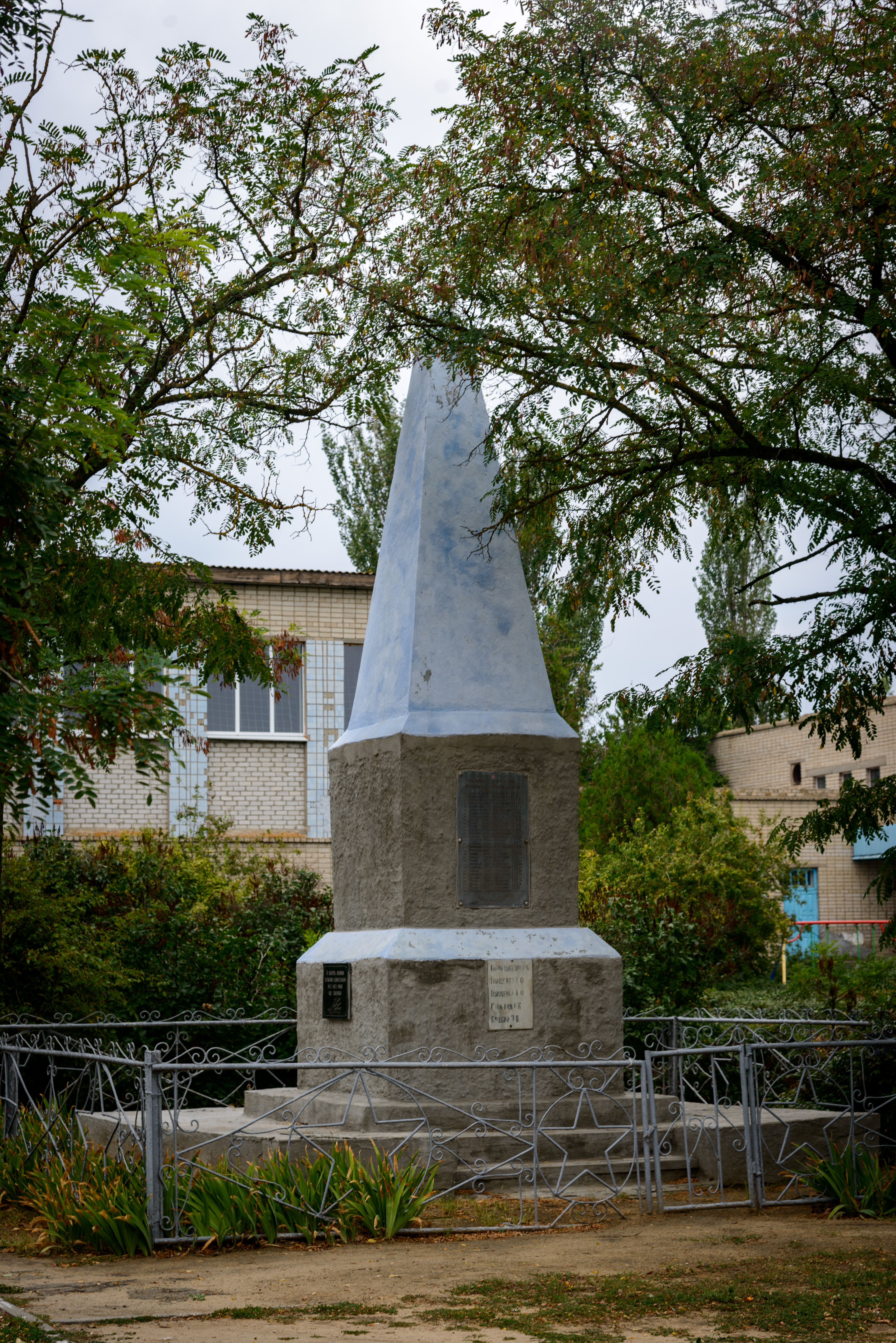
Kozirka, monument aux morts de la Première guerre mondiale classé[4],
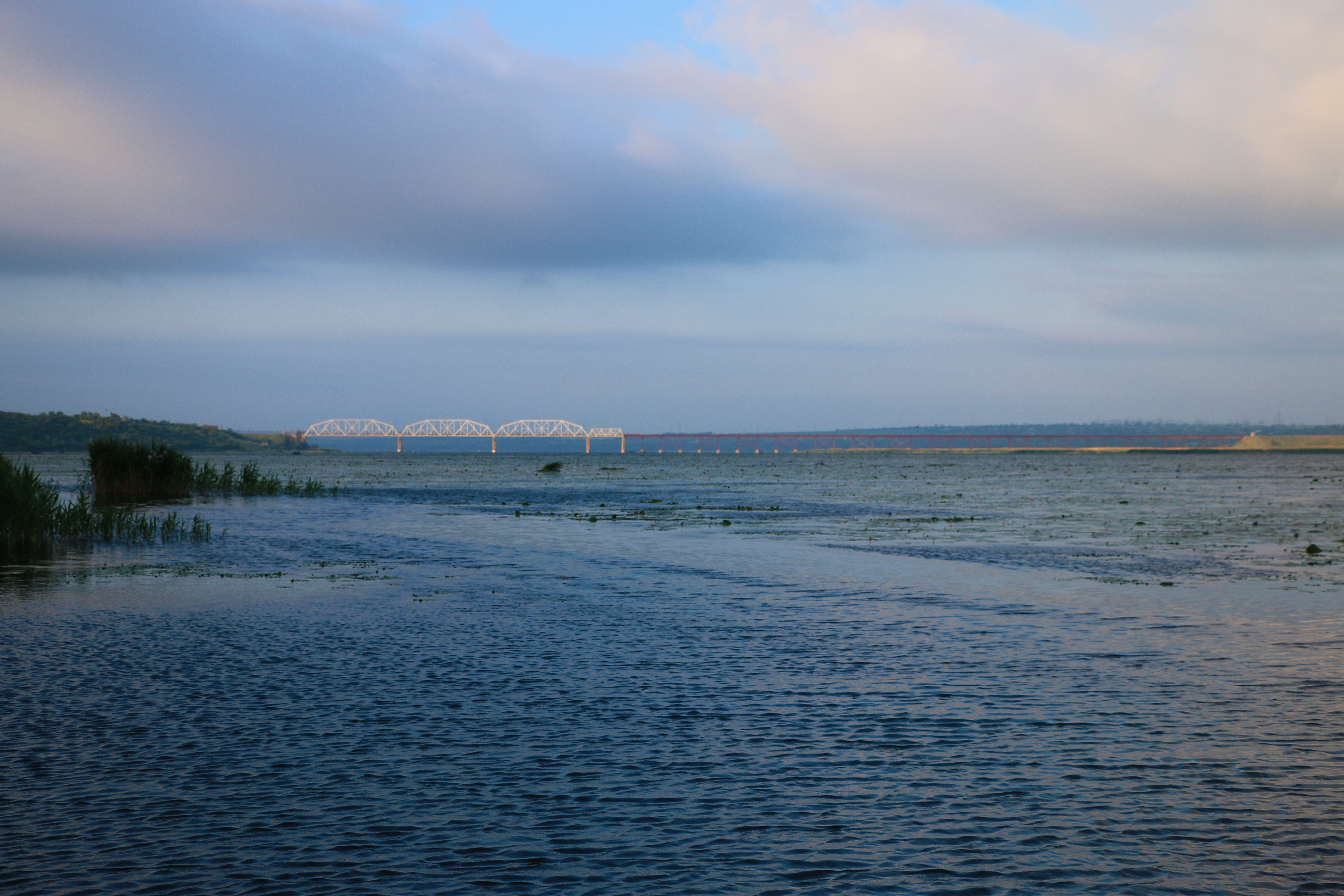
Pisky, le pont ferroviaire, classé[5],
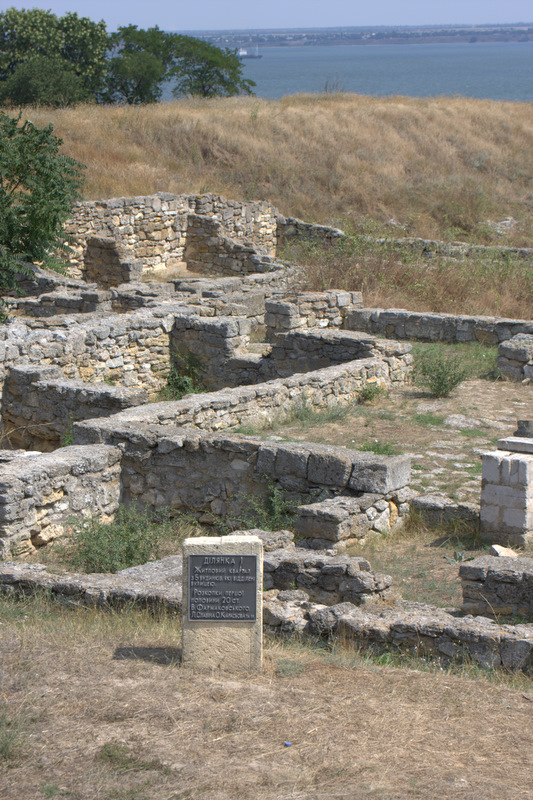
site archéologique pontique d'Olbia.